# 中美建交谈判

1972年2月，走下舷梯的美国总统尼克松与中国国务院总理周恩来握手寒暄。这张照片其后成为冷战的标志性画面之一。圖左是夫人帕特·尼克遜。

中美建交谈判介绍了20世纪70年代冷战中期，中华人民共和国和美利坚合众国出于共同对抗苏联的需要，经过多次秘密谈判，正式建立外交关系的过程。

## 历史背景
1960年代，中苏交恶， 逐渐演变成中苏边界冲突。美国则受越战拖累，在美苏冷战中处于劣势。1969年3月中苏“珍宝岛事件”发生后，美国认为与中国改善关系的机会已经到来。尼克松政府宣布取消某些对华贸易管制，放宽了去中国旅行的限制，停止美国海军第七舰队在台湾海峡的巡逻。美国参议院民主党领袖迈克·曼斯菲尔德在访问柬埔寨期间，第一次致函中国国务院总理周恩来寻求会见的可能。除此之外，美国政府还通过巴基斯坦和罗马尼亚等国表达了自己改善对华关系的愿望。而中国也在积极调整自己外交政策，中国共产党主席毛泽东深知中国不能与苏联和美国这两强同时交恶，缓和中美关系已经是势在必行。

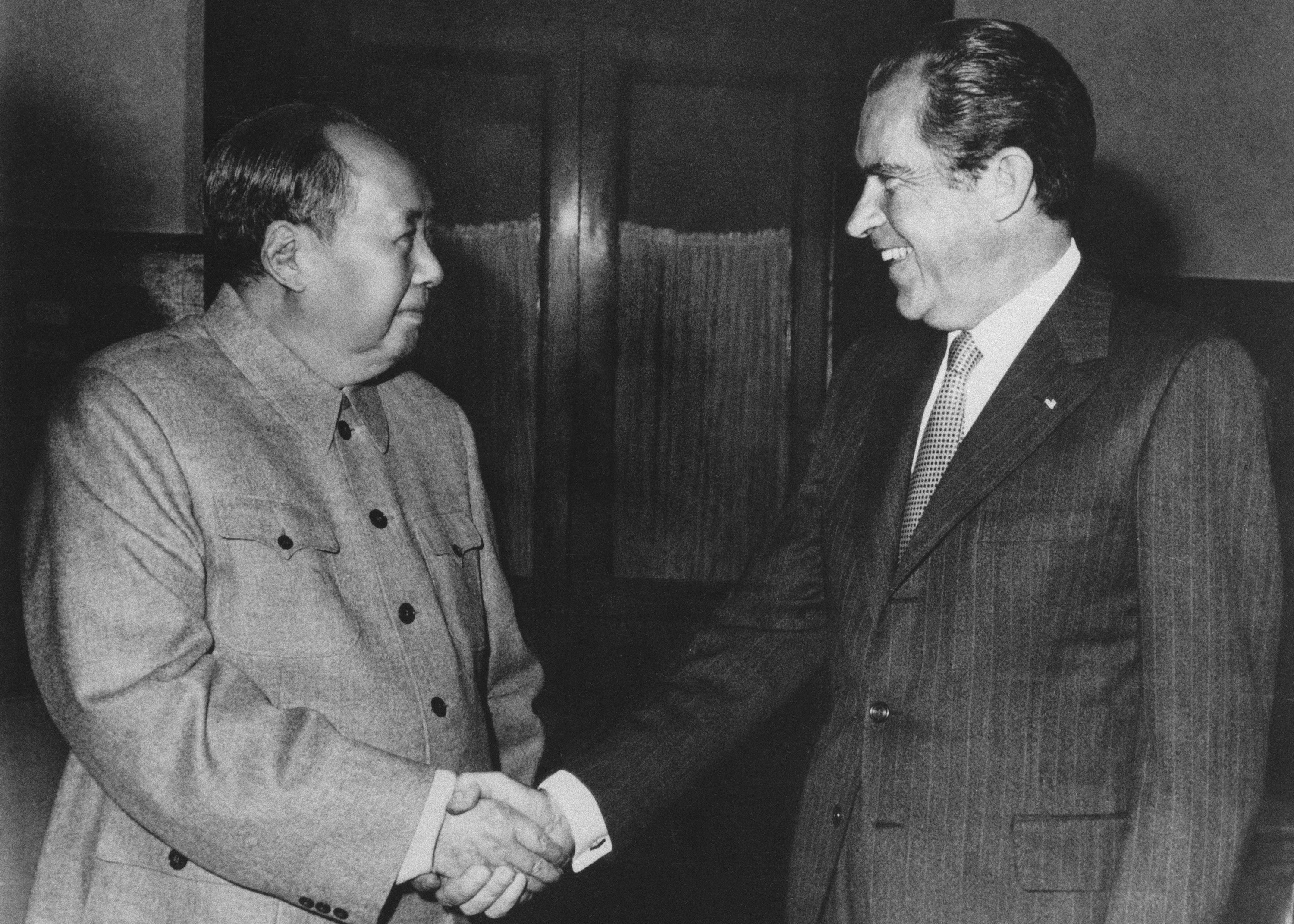
1972年美国总统尼克松與中国共产党主席毛泽东會面

1971年4月10日至17日，以美国乒乓球协会主席格雷姆·斯廷霍文（Graham B. Steenhoven）为团长的美国乒乓球代表团应邀访华，成为中华人民共和国成立后首个应邀访华的美国团体。此次被称为“小球转动大球”的乒乓外交，重新打开了中美交往的大门，为中美关系的发展奠定了良好的开端。1971年7月9日至11日，美国总统理查德·尼克松的特使、美國國家安全顧問亨利·基辛格在访问巴基斯坦期间，秘密登上了巴基斯坦航空公司的波音707飞机飞抵北京，为尼克松访华铺平道路。1972年2月21日至28日，美国总统尼克松应中国国务院总理周恩来的邀请访华，标志着中美关系解冻
。1972年2月28日，中美双方在上海发表了《中美联合公报》。1973年，美国在北京开设联络处。1975年12月1日至5日，美国总统杰拉尔德·福特访华，并与中国共产党主席毛泽东会谈，但未能实现中美关系的新突破。

## 谈判过程
1977年8月和1978年5月，美国总统吉米·卡特分别派国务卿赛勒斯·万斯和國家安全顧問兹比格涅夫·布热津斯基访华，就中美关系正常化与中方进行磋商。万斯提出，中美关系正常化后，须允许美国政府人员在“非正式的安排下”继续留在台湾。对台湾问题，希望中国政府不要强调用武力方法解决。实际上，美国坚持把和平解决台湾问题作为先决条件。而中国政府坚持，台湾问题完全是中国的内政，绝不容许任何外国干涉，并向美国政府提出了断绝与台湾的“外交关系”、废除1954年与台湾签订的《共同防御条约》和撤出所有美国在台军事人员及军事装备等三个主要条件，即所谓的“建交三原则”。
1978年7月5日，中美代表在北京开始建交秘密谈判。从7月5日到12月4日间，双方共进行了6次正式谈判，中方代表先后是中国外交部长黄华和副外长韩念龙，而美国驻中国联络处主任伦纳德·伍德科克则一直是美方的谈判代表。1978年12月2日，伍德科克向中方提交了美方草拟的建交公报，中方在随后的一次谈判中提出了中方的公报稿。12月12日下午，布热津斯基等美国官员准备正常化的最后公报稿。傍晚，卡特来到國家安全顧問布热津斯基的办公室，再次逐行审阅。这份公报稿随后传给北京的伍德科克。
1978年12月13日，谈判进入最后关头，中共中央副主席、中国国务院副总理邓小平在北京会见了美方谈判代表伍德科克，直接与他就建交联合公报方案交换意见。美方随后提出修改草案，基本满足了中方要求。1978年12月15日美東時間晚上9點（北京時間是16日），美國總統吉米·卡特与中共中央主席华国锋分別以英、中文同時宣讀《中华人民共和国和美利坚合众国关于建立外交关系的联合公报》，即中美建交公报，宣布自1979年1月1日起互相承认并建立外交关系。1979年3月1日，中美两国在对方首都正式建立大使馆，随后，中国首任驻美大使柴泽民和美国首任驻华大使伍德科克分别赴任，中美两国终于实现了关系正常化。

## 结果
中华人民共和国和美利坚合众国自1979年1月1日正式建立外交关系，标志着中美关系进入了一个新阶段。
中美建交同日，中华人民共和国第五届全国人大常委会发布《告台湾同胞书》，并公告“人民解放军已停止对金门等岛屿的炮击”；美国则与中华民国断交，美国国会随后通过《与台湾关系法》，繼續維持“美國人民與台灣人民間之商業、文化及其他非官方關係”。
1979年1月28日至2月5日，中共中央副主席、中国国务院副总理邓小平访美。邓回国后不久即发动对越战争，以行動證實中蘇徹底決裂，彰顯「聯美抗蘇」的決心，使得中美关系快速进入一个蜜月期，中国获得进口大量西方投资和技术的时机。

## 遗留问题

### 对台军售问题
美國對台軍售是中美两国建交谈判中的主要障碍之一。在尼克松访华前，美国对台湾的军事扶持以军事援助、派驻军队等方式为主，对台军售只占很少的份额。尼克松访华后，美国政府调整对台政策，在减少在台军事人员的背景下，军售才开始重要起来。卡特政府上台后继续坚持美国的对台军售政策。
1978年10月初，黄华外长参加联合国大会时对万斯说，如果美方坚持在建交后继续对台军售，就会危及正常化谈判，中方可能撤出谈判。在第六次正式会谈中，美方直接提出过对台军售问题，遭到了中方的強烈反对。12月15日下午4时，邓小平再次接见了要求紧急会见的伍德科克，原来他奉命澄清立场：美国政府在《中美共同防禦條約》终止前一年是‘暂停’而非‘永久’停止售台武器。
对此，邓小平表示强烈反对，认为美国要卖武器给台湾的话，就给和平解决台湾问题设置了障碍，最终可能导致用武力解决。在中美建交谈判面临失败之际，邓小平决定暂时搁置争议，以后再讨论，仅要求美国在1979年暂停军售。这才使得《中美建交公报》如期发表。

### 台湾问题
美国希望只用和平方式解决台湾问题，卡特在當天日記中寫道，中國同意不反駁美國和平決台灣問題的聲明。中国则强调解决台湾问题的方式是中国的内政，不容他人干涉。最后双方就此各自发表声明。

| we will continue to have an interest in the peaceful resolution of the Taiwan issue. I have paid special attention to ensuring that normalization of relations between our country and the People’s Republic will not jeopardize the well-being of the people of Taiwan. | 我們繼續關心台灣問題的和平解決。我特別注意確保我國與中華人民共和國關係正常化不會損害台灣人民的福祉。 |